# 千国球蛛
千国球蛛（学名：Theridion chikunii）为球蛛科球蛛属的动物。分布于韩国、日本以及中国大陆的甘肃、湖北、西藏等地，常见于向阳处的树间。